# Championnat du Qatar de football 2012-2013
Navigation
Saison précédente Saison suivante
La saison 2012-2013 du Championnat du Qatar de football est la quarante-neuvième édition du championnat national de première division au Qatar. Les douze meilleures équipes du pays sont regroupées au sein d'une poule unique où elles s'affrontent deux fois au cours de la saison, à domicile et à l'extérieur. En fin de saison, pour permettre l'expansion du championnat à 14 formations, la relégation d'Al-Sailiya Sports Club et la défaite de Muaither SC en barrage de promotion-relégation sont annulées.
C'est Al Sadd Sports Club, qui remporte la compétition après avoir terminé en tête du classement final, avec cinq points d'avance sur le double tenant du titre, Lekhwiya Sports Club et onze sur El Jaish. C'est le treizième titre de champion du Qatar de l'histoire du club, qui est le plus titré du pays.

## Qualifications continentales
Les trois premiers du championnat ainsi que le gagnant de la Coupe du Qatar se qualifient pour la Ligue des champions. Si un club réalise le doublé, c'est le 4e du classement qui obtient sa qualification. 
De plus, deux autres équipes participent à la Coupe des clubs champions du golfe Persique.

## Les clubs participants
| - Al-Rayyan SC - Al-Arabi Sports Club - El Jaish SC - Al-Khor Sports Club - Al-Gharafa SC - Al-Sailiya Sports Club - Promu de D2 | - Qatar Sports Club - Sadd Sports Club - Umm Salal SC - Al Kharitiyath Sports Club - Lekhwiya Sports Club - Al-Wakrah Sports Club |

## Compétition

### Classement
Le classement est établi sur le barème de points classique (victoire à 3 points, match nul à 1, défaite à 0).
| Rang | Équipe                     | Pts | J  | G  | N | P  | Bp | Bc | Diff |
| ---- | -------------------------- | --- | -- | -- | - | -- | -- | -- | ---- |
| 1    | Al Sadd Sports Club        | 51  | 22 | 16 | 3 | 3  | 47 | 23 | +24  |
| 2    | Lekhwiya Sports ClubT      | 46  | 22 | 14 | 4 | 4  | 42 | 22 | +20  |
| 3    | El Jaish SC                | 40  | 22 | 13 | 1 | 8  | 25 | 23 | +2   |
| 4    | Al-Rayyan SCC              | 37  | 22 | 11 | 4 | 7  | 49 | 37 | +12  |
| 5    | Umm Salal SC               | 31  | 22 | 9  | 4 | 9  | 30 | 37 | -7   |
| 6    | Al-Gharafa SC              | 30  | 22 | 8  | 6 | 8  | 26 | 28 | -2   |
| 7    | Al-Khor Sports Club        | 29  | 22 | 7  | 8 | 7  | 26 | 24 | +2   |
| 8    | Qatar Sports Club          | 26  | 22 | 7  | 5 | 10 | 31 | 34 | -3   |
| 9    | Al-Wakrah Sports Club      | 26  | 22 | 7  | 5 | 10 | 27 | 31 | -4   |
| 10   | Al Kharitiyath Sports Club | 20  | 22 | 4  | 8 | 10 | 21 | 27 | -6   |
| 11   | Al-Arabi Sports Club       | 17  | 22 | 3  | 8 | 11 | 25 | 40 | -15  |
| 12   | Al-Sailiya Sports ClubP    | 13  | 22 | 3  | 4 | 15 | 29 | 52 | -23  |

|  | Qualification pour la Ligue des champions de l'AFC 2014                         |
|  | Qualification pour le tour préliminaire de la Ligue des champions de l'AFC 2014 |
|  | Qualification pour la Coupe du golfe des clubs champions 2014                   |
|  | Participation au barrage de promotion-relégation                                |
|  | Relégation directe en deuxième division                                         |
|  | T : Tenant du titre C : Vainqueur de la Coupe du Qatar P : Promu de D2          |

### Matchs
| Résultats (▼dom., ►ext.)   | Ara | Gha | Kha | Kho | Ray | Sad | Sai | Wak | Jai | Lek | Qat | Umm |
| Al-Arabi Sports Club       |     | 1-1 | 1-1 | 1-1 | 4-4 | 4-2 | 3-0 | 2-1 | 0-1 | 1-3 | 0-2 | 0-1 |
| Al-Gharafa SC              | 1-1 |     | 3-1 | 2-1 | 2-1 | 0-1 | 3-0 | 3-1 | 2-0 | 1-1 | 2-0 | 1-1 |
| Al Kharitiyath Sports Club | 4-0 | 0-0 |     | 0-0 | 1-2 | 0-0 | 0-2 | 1-1 | 1-2 | 0-1 | 0-2 | 1-1 |
| Al-Khor Sports Club        | 1-0 | 2-0 | 1-0 |     | 0-0 | 1-1 | 1-1 | 1-0 | 2-0 | 1-2 | 2-2 | 0-1 |
| Al-Rayyan SC               | 0-0 | 5-1 | 2-2 | 1-3 |     | 1-4 | 1-4 | 0-2 | 2-1 | 3-1 | 2-1 | 3-1 |
| Al Sadd Sports Club        | 2-1 | 1-0 | 3-1 | 2-1 | 1-4 |     | 3-0 | 2-1 | 3-1 | 2-2 | 2-1 | 2-0 |
| Al-Sailiya Sports Club     | 2-2 | 4-1 | 2-3 | 1-1 | 3-7 | 1-4 |     | 0-3 | 1-2 | 1-2 | 1-3 | 2-3 |
| Al-Wakrah Sports Club      | 2-1 | 2-0 | 1-0 | 0-1 | 1-3 | 1-3 | 3-2 |     | 0-1 | 0-4 | 0-0 | 2-0 |
| El Jaish SC                | 3-0 | 2-0 | 0-2 | 3-2 | 1-0 | 1-0 | 2-0 | 1-1 |     | 1-2 | 0-3 | 0-2 |
| Lekhwiya Sports Club       | 4-1 | 1-0 | 0-1 | 1-1 | 3-0 | 0-3 | 2-0 | 2-2 | 0-1 |     | 2-0 | 4-1 |
| Qatar SC                   | 1-1 | 0-1 | 2-1 | 4-2 | 1-3 | 2-5 | 1-1 | 1-1 | 0-1 | 1-2 |     | 3-2 |
| Umm Salal SC               | 3-1 | 2-2 | 1-1 | 2-1 | 0-5 | 0-1 | 2-1 | 3-2 | 0-1 | 1-3 | 3-1 |     |

#### Barrage de promotion-relégation
Le 11e affronte le vice-champion de deuxième division lors d'un barrage afin de connaître le dernier club qui participera à la prochaine saison parmi l'élite. Après la décision de la fédération de faire passer le championnat de 12 à 14 équipes, le résultat est annulé et Muaither SC obtient sa promotion parmi l'élite.
| Équipe 1             | Résultat | Équipe 2         |
| -------------------- | -------- | ---------------- |
| Al-Arabi Sports Club | 2 - 1    | (D2) Muaither SC |

## Bilan de la saison
| Championnat du Qatar de football 2012-2013                        |                                 |
| Champion                                                          | Al Sadd Sports Club (13e titre) |
| Coupes et trophées                                                |                                 |
| Vainqueur de la Coupe du Qatar 2012-2013                          | Al-Rayyan SC                    |
| Qualifications continentales                                      |                                 |
| Ligue des champions de l'AFC 2014                                 | Al Sadd Sports Club             |
| Ligue des champions de l'AFC 2014                                 | Al-Rayyan SC                    |
| Ligue des champions de l'AFC 2014 (tour préliminaire)             | Lekhwiya Sports Club            |
| Ligue des champions de l'AFC 2014 (tour préliminaire)             | El Jaish SC                     |
| Coupe du golfe des clubs champions 2014                           | Al-Khor Sports Club             |
| Coupe du golfe des clubs champions 2014                           | Al Kharitiyath Sports Club      |
| Promotions et relégations                                         |                                 |
| Promus en Qatar Stars League                                      | Al Ahli SC                      |
| Promus en Qatar Stars League                                      | Muaither SC                     |
| Relégués en Championnat du Qatar de football de deuxième division | Aucun                           |